# 極光快照探測器
極光快照探測器（Fast Auroral SnapshoT Explorer、FAST）是一顆美國太空總署所研發的等離子物理衛星，也是小型探測器計畫（SMEX）中的第二艘太空船。
1996年8月21日，極光快照探測器從范登堡空軍基地搭載飛馬座運載火箭升空。極光快照探測器由美國太空總署戈達德太空飛行中心設計和建造。最初三年的飛行操作由戈達德太空飛行中心負責，之後轉移到加州大學柏克萊分校的太空科學實驗室。